# Vladimir Malachov
Vladimir Malachov (* 27. listopadu 1980, Rusko) je ruský šachový velmistr. V roce 1993 se stal mistrem světa do 14 let a od té doby dosáhl mnoha významných úspěchů na mezinárodní scéně. V roce 2009 obsadil druhé míso na evropském mistrovství jednotlivců, přičemž skoro stejného výsledku dosáhl na stejném turnaji i o tři roky později. Dále si také odvezl zlatou medaili z mistrovství světa družstev (2009). Několikrát také dokázal překročit magickou hranici 2700 bodů.
Zajímavostí je, že mimo šachů se věnuje i nukleární fyzice.